# Heliotropium europaeum
L'eliotropio (Heliotropium europaeum L., 1753) è una pianta appartenente alla famiglia delle Boraginacee.

## Descrizione

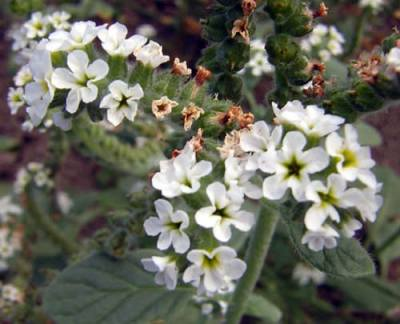
Fiori

È una pianta erbacea annuale a portamento eretto o sdraiato-ascendente, con fusto ramificato, alto fino a 40 centimetri.
Le foglie, di forma ovale ellittica, a margine intero, hanno un corto picciolo, e sono ricoperte da una fitta peluria.
I fiori, di colore dal bianco al giallo, hanno il calice diviso in cinque sepali che dopo la fioritura si aprono a stella e sono raggruppati in infiorescenze a racemo.
Il frutto è composto da quattro acheni uniti a formare un corpo globoso che si scompone a maturità.

## Distribuzione e habitat
Questa pianta è diffusa nell'area mediterranea, nell'Asia occidentale e nel subcontinente indiano.